# Liloan (Södra Leyte)
Liloan (Bayan ng Liloan) är en kommun i Filippinerna. Kommunen ligger på ön Leyte och tillhör provinsen Södra Leyte.

## Barangayer
Liloan är indelat i 24 barangayer.
| - Amaga - Anilao - Bahay - Cagbungalon - Cali-an - Caligangan - Candayuman - Estela - Gud-an - Guintoylan - Himayangan - Ilag | - Magaupas - Malangsa - Pres. Quezon (Maugoc) - Molopolo - Pandan - Poblacion - President Roxas (Nailong) - San Isidro - San Roque - Tabugon - Catig - Fatima |